# 米海利夫齊 (克拉西利夫區)
49°38′53″N 27°5′31″E / 49.64806°N 27.09194°E
米哈伊利夫齊（烏克蘭語：Михайлівці）是位於烏克蘭西部的村莊，由赫梅利尼茨基州裡赫梅利尼茨基區的什奇博里夫卡市鎮負責管轄。該村面積1.69平方公里，海拔高度354米，2001年人口560，人口密度每平方公里331.2人。